# Sütő- és tésztaipar
A sütő- és tésztaipar az élelmiszeripar egyik fontos ágazata. A sütő- és tésztaipar főként pékáruk, illetve tészta készítésével és sütésével foglalkozik.

## Története

### A magyarországi sütő és tésztaipar története

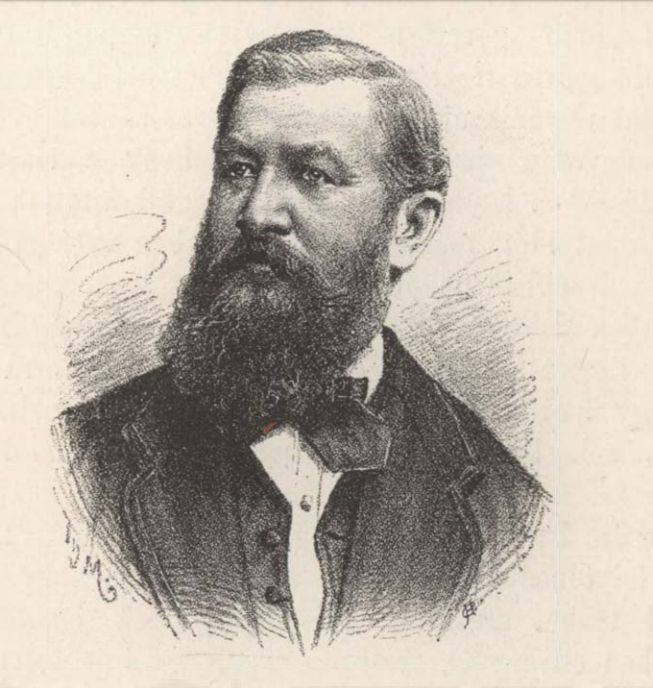
Topits József András (1824-1876), gőztésztagyár tulajdonos, pesti választott polgár, Budapest fővárosi képviselő-testületi tag;„Topits József Fia Első Magyar Gőztésztagyár” alapítója, amely az első volt Magyarországon

A kenyérsütés és tésztagyártás évszázadokon át magánházakban történt, ezért a házi jellegű sütő- és tésztaipar alakult ki. A pékmesterek a nagyobb városokban (Pest, Buda, Sopron) céhekbe tömörültek, míg a vidéki területeken, főként az Alföldön továbbra is a házi kenyérsütés maradt az elterjedtebb.
Az osztrák-magyar monarchiában, az Első Magyar Gőztésztagyárat Topits József (1824-1876) alapította meg 1859-ben Budapesten. Halála után, a Topits József és fia nevű céget tovább vitte özvegye, a Prückler család sarja, Prückler Klára (1833-1907) és fia Topits Alajos József (1855-1926) Topits Alajos józsef már 1893-ban az Országos Iparegyesület igazgatóságának a tagja is volt. A gőz tésztagyár a császári és udvari szállító tésztaüzem volt, és egészen az 1920-as évek végig üzemelt ugyanabban a helyiségben, a Dob utca 37-es szám alatt.
Az 1872-ben megjelent első ipartörvény, amely eltörölte a céheket s szabaddá tette az ipar gyakorlását. 1873-ban megalakult a Budapesti Sütők Ipartársulata, mely 1906-ban ipartestületté alakult át. Az első kenyérgyárat 1895-ben, a Monori Kenyérgyár Részvénytársaság létesítette Monoron, a helybeli gőzmalom mellett. A gyár működését a monori malom még ugyanabban az évben való leégése szüntette meg.
Az első budapesti tésztagyárak amelyek Topits féle gyár vetélytársainak számítottak az 1890-es években nyíltak meg (Pl.: Szandtner Tésztagyár). A gyárak keverő-, sajtoló-, sodró- és tésztavágó gépei, illetve a forgatható szárítókészülékek ugyancsak külföldi eredetűek voltak. A gyárak főbb árucikkei a tarhonya, a metélt- és a levesbetéttészták voltak.